# Samtgemeinde Ostheide
De Samtgemeinde Ostheide is een Samtgemeinde in de Duitse deelstaat Nedersaksen. Het is een samenwerkingsverband van zes kleinere gemeenten in het midden van Landkreis Lüneburg. Het bestuur is gevestigd in Barendorf.

## Deelnemende gemeenten
1. Barendorf
2. Neetze
3. Reinstorf
4. Thomasburg
5. Vastorf
6. Wendisch Evern

Adendorf · 
Amelinghausen · 
Amt Neuhaus · 
Artlenburg · 
Bardowick · 
Barendorf · 
Barnstedt · 
Barum · 
Betzendorf · 
Bleckede · 
Boitze · 
Brietlingen · 
Dahlem · 
Dahlenburg · 
Deutsch Evern · 
Echem · 
Embsen · 
Handorf · 
Hittbergen · 
Hohnstorf (Elbe) · 
Kirchgellersen · 
Lüdersburg · 
Lüneburg · 
Mechtersen · 
Melbeck · 
Nahrendorf · 
Neetze · 
Oldendorf (Luhe) · 
Radbruch · 
Rehlingen · 
Reinstorf · 
Reppenstedt · 
Rullstorf · 
Scharnebeck · 
Soderstorf · 
Südergellersen · 
Thomasburg · 
Tosterglope · 
Vastorf · 
Vögelsen · 
Wendisch Evern · 
Westergellersen · 
Wittorf